# U-31 (Kriegsmarine)
U-31 je bila nemška vojaška podmornica Kriegsmarine, ki je bila dejavna med drugo svetovno vojno.
Bila je iz prve skupine šestih podmornic srednjega razreda VIIA, ki so jih izdelali v severnonemškem pristanišču Bremen, v ladjedelnici AG Weser. Naročilo za njeno izdelavo je bilo podpisano 1. aprila 1935, njena proizvodna serijska številka je bila werk 912, graditi so jo začeli 1. marca 1936, splovili so jo 25. septembra istega leta in dokončali ter predali v uporabo 28. decembra 1936. Njen prvi poveljnik je bil Rolf Dau, v vojni pa sta jo vodila Johannes Habekost in Wilfried Prellberg. Popeljala sta jo na sedem vojnih patrulj in v 124 operativnih dneh plovbe potopila 13 ladij s skupno tonažo 27.911 BRT. Posebnost U-31 je v tem, da je bila dvakrat potopljena, obakrat v letu 1940, in drugič, 2. novembra, je bilo to tudi dokončno.

## Zgodovina

### 1936-39
Vse od njenih začetkov v decembru 1936 je sodila v sestavo druge podmorniške flotilje (2. Unterseebootsflottille), ki se je imenovala "Saltzwedel", po podmorniškem asu prve svetovne vojne, Reinholdu Saltzwedlu. V prvih dveh letih ji je poveljeval Rolf Dau, ki pa je bil zatem prerazporejen in je prevzel poveljstvo nad večjo U-42. Njega je v novembru 1938 nasledil Johannes Habekost in jo slabo leto dni kasneje prvi popeljal v vojno.

### 1939-40: druga svetovna vojna
Na začetku vojne je bil njeni prvi častnik Heinz-Otto Schultze. Ta se je kot tak z njo udeležil prvih vojnih plovb in kasneje postal samostojni poveljnik in tudi podmorniški as, ko se je v letih 1941-42 boril z U-432. Znan je tudi po tem, da je njegov oče Otto Schultze, podmorniški as iz prve svetovne vojne.

#### Prva patrulja
Prvo vojno plovbo je opravila v Baltiku. 27. avgusta, malo pred napadom na Poljsko, je izplula iz vzhodnopruskega pristanišča Memel (današnja Klaipeda v Litvi). Po sedmih dneh plovbe brez posebnih dogodkov, je 2. septembra vplula v matično pristanišče Wilhelmshaven. Naslednji dan sta Francija in Združeno kraljestvo Nemčiji napovedala vojno in pred njo so bile nove naloge. Začela se je bitka za Atlantik.

#### Druga patrulja
Teden dni po prihodu v bazo, 9. septembra, se je drugič odpravila v vojno. Tokrat se je podala v vode jugozahodne Britanije in tam 16. septembra opravila prvi zabeleženi napad na ladijski konvoj v novi vojni. To je bil konvoj OB 4, ki je plul v severno Ameriko. Podmornica je napadla vodilno ladjo v njem, britansko 4.060 tonsko tovorno ladjo Aviemore, ki jo je zadela z enim torpedom. Nesrečni Aviemore se je pri tem prepolovil na pol in potonil. Ubitih je bilo 23 članov posadke, med njimi tudi njihov poveljnik, enajst pa se jih je rešilo. Tako je Aviemore postal prva ladja v konvoju druge svetovne vojne, ki je bila potopljena. Zatem U-31 ni našla novih žrtev vse do 24. septembra, ko je v vodah južno od Irske uspela potopiti 4.646 tonski britanski parnik Hazelside. Pri tem je bil ubit ladijski kapitan (Ship master) in 10 članov njegove posadke, 23 se jih je rešilo, potem ko jih je našla irska ribiška barka. To je bil za podmornico zadnji ulov v tej patrulji, potem se je usmerila nazaj proti domu, kamor je prispela 2. oktobra po 24 dneh plovbe v kateri je potopila dve ladji s skupno tonažo 8.706 BRT.

#### Tretja patrulja: mine in poškodba bojne ladjeHMS Nelson
Naslednjič se je odpravila na plovbo 21. oktobra. Tokrat je imela za nalogo položitev min na vhodu v zaliv Loch Ewe na severnem škotskem. Tam je 27. oktobra brez težav položila 18 min TMB in se takoj zatem odpravila proti domu. Mine so tam nenevarne ležale skoraj dva meseca, dokler ni 4. decembra na eno od njih naletela velika britanska bojna ladja HMS Nelson (28). Le ta je bila toliko poškodovana, da so jo morali popravljati vse do junija 1940 in je bila tako za ta čas izločena iz operacij. Je pa pri tem bila sreča za Britance v tem, da ni bilo nobenih smrtnih žrtev, le materialna škoda. Bojna ladja je bila sicer kasneje srečnejša in je uspela vojno preživeti, to je bilo edinkrat, da je imela nesrečo. Zatem je minsko polje zahtevalo še dve žrtvi. Pri iskanju preostalih min, sta se 23. decembra na njih potopili dve majhni vojni ladji, HMS Glen Albyn in HMS Promotive. To so bile vse žrtve min, ki jih je položila U-31, ki se je sama že pred tem vrnila domov, tja je prispela 31. oktobra po 11 dneh plovbe v kateri gre na njen račun potopitev dveh malih vojnih ladij s tonažo 160 ton in poškodba velike, 33.950 tonske oklepnice.

#### Četrta patrulja
19. novembra se je že v četrto odpravila na patruljo. Tokrat je bil njen cilj patruljiranje v vodah Severnega morja, na plovni poti med Škotsko in Norveško. Tam je 1. decembra prvič uspela ujeti nov plen. To je bila 1.277 tonska norveška tovornjača Arcturus, ki jo je zadela z enim torpedom in ladja se je potopila v pičlih treh minutah. Pri tem se je ubilo devet članov posadke, osem pa se jih je uspelo rešiti. Dva dni kasneje je prišla na vrsto danska 2.135 tonska Ove Toft, ki jo je potopila le 100 milj od britanske obale. Ob njeni potopitvi se je ubilo šest ljudi, preostalih 15 se je rešilo. Naslednjega dne, 4. decembra, sta bili potopljeni dve norveški ladji. Najprej je bil to 1.271 tonski Gimle, potopitev katerega je zahtevala tri človeška življenja. Naslednja žrtev je bila 1.024 tonska Primula, ki se je potopila v vsega dveh minutah in pri tem je bilo ubitih osem članov posadke, sedmim pa se je uspelo rešiti. Dva dni kasneje je podmornica potopila peto žrtev te uspešne plovbe. Tokrat je to bila 1.575 tonska estonska tovorna ladja Agu. U-31 je nanjo izstrelila en torpedo, ki je zadel in pri tem se je ubilo vseh 18 članov posadke, nihče ni preživel. Še istega dne je šla na dno naslednja žrtev. To je bila švedska 1.974 tonska Vinga, ki se je potopila počasi in zato med posadko ni bilo ubitih. Vinga je bila šesta, zadnja potopljena ladja za podmornico na tej patrulji, ki jo je zaključila in prispela domov 11. decembra po 23 dneh plovbe. Plovbe v kateri je potopila šest ladij s skupno tonažo 9.256 BRT in pri tem sama ni nikoli naletela na kake posebne težave ali neposredno nevarnost.

#### Peta patrulja
Prvo plovbo v letu 1940 je začela 15. januarja. Njena naloga je bila povsem podobna kot v njeni tretji patrulji. Torej, položitev minskega polja v severnoškotskem zalivu Loch Ewe. To je opravila na šesti dan, ko je tam položila 12 min tipa TMC. To pa je bilo tudi vse od te plovbe. Na poti tja in domov ji ni uspelo napasti nobene ladje. Poleg tega pa tudi od položenih min ni bilo nobenega učinka. 4. februarja se je po 21 dnevih plutja vrnila domov in ostala brez uspeha.

#### Prva potopitev
Po zadnji patrulji se je nahajala v domovini, v zalivu Jade. Tam se je 11. marca našla v letalskem napadu, ki so ga izvedli Angleži z letali Bristol Blenheim. V njem je bila zadeta z bombami in potopljena, kar je bilo usodno za njeno posadko. Ubitih je bilo vseh 58 mornarjev na krovu, vključno s kapitanom Habekostom.
Štiri dni potem so jo dvignili na površje in odpeljali na popravilo v Wilhelmshaven. Po opravljenih potrebnih delih so jo ponovno usposobili in 30. julija je dobila novo posadko in poveljnika. To je bil Wilfried Prellberg, ki je bil s tem prvič v vlogi poveljnika operativne podmornice. Seveda pa je bilo potrebno novo posadko še pripraviti in do srede septembra je bila nared za nove naloge.

#### Šesta patrulja
Na prvo patruljo z novo posadko je krenila iz Wilhelmshavna 16. septembra. Odplula je okoli Britanije v vode zahodno od Irske. Na poti do tja je 22. septembra severno od škotske uspela ujeti prvo ladjo. To je bila majhna, komaj 81 tonska ribiška jadrnica Union Jack, ki je plula pod zastavo Ferskih otokov. Ladjico je podmornica potopila s streli iz svojega 88 mm topa, brez da bi pri tem bil poškodovan kateri od sedem članske posadke, ki se je vsa uspela rešiti. Pet dni kasneje, 27. septembra, je 170 milj severozahodno od Irske naletela na 4.319 tonsko norveško tovorno ladjo Vestvard. Le ta je plula osamljena, potem ko se je izgubila iz svojega konvoja in je postala lahka žrtev za U-31. Podmornica jo je potopila z enim torpedom in pri tem je bil ob življenje en član posadke, ki je utonil, preostalih 30 se jih je rešilo. To pa je bil podmorničin zadnji tokratni uspeh, ki je potem bila tudi sama napadena. In to dvakrat. Najprej je 28. septembra neka neznana podmornica nanjo izstrelila torpedo, ki jo je za malo zgrešil. Nato je 8. oktobra postala cilj za angleško podmornico HMS Trident (N 52), ki je nanjo poslala štiri torpeda in ko so ta zgrešila, se jo je lotila še s svojim topom. U-31 je iz tega spopada komaj ušla in je morala imeti veliko sreče, da je preživela. Istega dne se je vrnila v novo bazo v francoskem Lorientu, od koder je po novem operirala. V tej patrulji je v 23 dneh plovbe potopila dve ladji s skupno tonažo 4.400 BRT, kar ni bilo ravno uspešno, sploh če se vzame v ozir druge nemške podmornice v tistem času.

#### Sedma patrulja: konec za U-31 v drugo
19. oktobra se je iz Lorienta podala na svojo zadnjo plovbo. Naslednji dan je ponovno postala cilj za neko britansko podmornico in ponovno jo je srečno odnesla. Točno deset dni po začetku patrulje, 29. oktobra, ji je uspelo potopiti prvo ladjo v tej patrulji in kot se je pozneje izkazalo, sploh svojo zadnjo. To je bila britanska 5.389 tonska parna tovornjača Matina, ki jo je tri dni pred tem hudo poškodovala U-28 in jo zapustila skoraj nepremično. U-31 je nebogljeno in lahko žrtev pokončala z enim torpedom in pri tem je bilo ob življenje vseh 71 ljudi na krovu, ni bilo nobenih preživelih. Zatem je prišel konec kariere za U-31. 2. novembra jo je odkril britanski rušilec HMS Antelope (H 36) in jo potopil s podvodnimi bombami. Pri potopitvi sta bila ob življenje dva člana posadke, preostalih 44 se je rešilo in končalo v vojnem ujetništvu. Tako je U-31 v svoji zadnji patrulji v 15 dneh plovbe potopila eno ladjo in nato je prišel njen dokončni konec, ko je bila že drugič potopljena.

## Poveljniki
| Poveljniki |                 |                    |                                      |
| Št.        | Čin             | Ime                | Poveljstvo                           |
| 1.         | Kapitänleutnant | Rolf Dau           | 28. december 1936 - 8. november 1938 |
| 2.         | Kapitänleutnant | Johannes Habekost  | 8. november 1938 - 11. marec 1940    |
| 3.         | Kapitänleutnant | Wilfried Prellberg | 30. julij 1940 - 2. november 1940    |

## Tehnični podatki
| Kategorije                                    | Podatki                       |
| --------------------------------------------- | ----------------------------- |
| Teža (t): na površju pod površjem polna Teža  | 626 745 915                   |
| Dolžina (m) - tlačni trup (m)                 | 54,51 - 45,50                 |
| Širina (m) - tlačni trup (m)                  | 5,85 - 4,70                   |
| Izpodriv (m)                                  | 4,37                          |
| Višina (m)                                    | 9,50                          |
| Moč (hp): na površju pod podvršjem            | 2.310 750                     |
| Hitrost (vozlov): na površju pod podvršjem    | 17 8                          |
| Doseg (milja/vozel): na površju pod podvršjem | 6.200/10 94/4                 |
| Torpeda/Torpedne cevi                         | 11/5 (4 na premcu, 1 na krmi) |
| Krovni top (mm)                               | 88                            |
| Mine                                          | 22 TMA                        |
| Posadka                                       | 42-46                         |
| Maksimalni potop (m)                          | 200                           |